# Catch Thirtythree
Catch Thirtythree peti je studijski album švedskog ekstremnog metal sastava Meshuggah. Diskografska kuća Nuclear Blast objavila ga je u Europi 16. svibnja 2005., dok ga je u Sjevernoj Americi objavila 31. svibnja 2005. godine. Album se pojavio na ljestvici Billboard 200 na 170. mjestu.
Meshuggah je objavio glazbeni spot za pjesmu "Shed". Pjesma se pojavljuje i u glazbi za film Slagalica strave III.

## O albumu
Iako na poleđini Catch Thirtythreeja piše da je studijski album koji se sastoji od trinaest skladbi, zapravo je u pitanju jedna pjesma. Sama je grupa komentirala da, iako je studijski album, smatraju to djelo eksperimentalnim uratkom, a ne pravim albumom. Glazbeni stil nastavlja se na onaj predočen na albumima Nothing i I; odlikuje se žestokim i teksturiranim ritmovima, dok mnogi elementi thrash metala nisu više prisutni. Međutim, album i dalje sadržava elemente džez fuzije koji su bili prisutni na prethodnim uradcima.
S tekstualnog je gledišta konceptualan album koji se bavi različitim paradoksima te je tako dobio naziv Catch Thirtythree, odnosno "Kvaka 33" (vidi Kvaka 22).
Također je i prvi Meshuggin album na kojem su bubnjevi programirani, a ne svirani. Bili su programirani pomoću "Drumkit from Hella", virtualnog glazbala koji kao semplove koristi Haakeove bubnjeve i činele.

## Popis pjesama
Tekstovi: Tomas Haake i Mårten Hagström, glazba: Meshuggah.
| 1.    | »Autonomy Lost«           | 1:40  |
| 2.    | »Imprint of the Un-Saved« | 1:36  |
| 3.    | »Disenchantment«          | 1:44  |
| 4.    | »The Paradoxical Spiral«  | 3:12  |
| 5.    | »Re-Inanimate«            | 1:04  |
| 6.    | »Entrapment«              | 2:29  |
| 7.    | »Mind's Mirrors«          | 4:30  |
| 8.    | »In Death – Is Life«      | 2:02  |
| 9.    | »In Death – Is Death«     | 13:22 |
| 10.   | »Shed«                    | 3:35  |
| 11.   | »Personae Non Gratae«     | 1:47  |
| 12.   | »Dehumanization«          | 2:56  |
| 13.   | »Sum«                     | 7:18  |
| 47:15 |                           |       |

## Recenzije
Eduardo Rivadavia, glazbeni kritičar sa stranice AllMusic, dodijelio je albumu dvije i pol od pet zvjezdica te je izjavio: "Iako joj to vjerojatno nije bila namjera, Meshuggin je EP I iz 2004. -- koji sadrži jednu pjesmu koja traje 21 minutu -- pomogao otvoriti nove mogućnosti u ključnom trenutku karijere ovih dugo poštovanih švedskih kreativaca. To govorim zato što su, iako je sastav opravdano hvaljen zbog toga što je stvorio potpuno jedinstven i trenutačno prepoznatljiv zvuk, Meshuggini nedavniji uradci počeli zvučati pomalo umorno i ponavljajuće, što je neke kritičare nagnalo da ju optuže da tapka u mjestu, u progresivnoj death metal lokvi koju je sama stvorila. Bila to opravdana pretpostavka ili ne, grupa je pametno odlučila ponoviti i proširiti tu strategiju od jedne pjesme na prikladno nazvanom Catch Thirty-Threeju iz 2005. godine; međutim, činjenicu da je njezinih naoko neprestanih 47 minuta prelomljeno u 13 dijelova može se gledati kao ne baš razrađen trik kojim se planiralo sakriti još jedan tipičan Meshuggin album. Ipak su mnogi ti prijelomi potpuno arbitrarni (primjerice, ne znam zašto prve tri pjesme koje traju manje od dvije minute nisu bile spojene u jednu), a na većem broju podijeljenih skladbi ("Autonomy Lost", "The Paradoxical Spiral", "In Death -- Is Life", "Personae Non Gratae" itd.) Meshuggah je nasilan na taj poznati način u kojem spaja grube vokale i stravične melodije sa sirovim, mehaničkim i čudnim tempima. No očito je i da se, ako izuzmemo strogu formalnost (stvarnu ili doživljenu) prijeloma između pjesama, sastav ohrabrio u pogledu istraživanja ambijentalnih zvukova i tiše dinamike. "In Death -- Is Death" glavni je primjer toga sa svojim rasutim nastupima buke i tišine, ali avanturističnost je prisutna i u nekarakteristično melodičnim dijelovima "Dehumanizationa" te blažem slučaju elektronike i programiranja (i robotskih glasova) na "Mind's Mirrorsu". Kakvo god da je vaše mišljenje o svim tim teorijama zavjere, nema sumnje da s pjesmom "Shed", koja se ističe plemenskim bubnjanjem i šaptanim vokalima, Meshuggah stvara majstorski vrhunac karijere. U konačnici, znači li sve ovo da Catch Thirty-Three prikazuje naglu promjenu za skupinu? Ne baš, ali zasigurno ispunjuje očekivanja dugogodišnjih obožavatelja dok istovremeno istražuje dovoljno novih područja da bi ga se moglo smatrati mostom prema novim inovacijama -- a ne tapkanju u mjestu -- u bliskoj budućnosti."

## Zasluge
Meshuggah
- Tomas Haake – programiranje bubnjeva, recitacija, ilustracije
- Fredrik Thordendal – programiranje bubnjeva, gitara, bas-gitara, miksanje
- Mårten Hagström – programiranje bubnjeva, gitara, bas-gitara
- Jens Kidman – programiranje bubnjeva, gitara, bas-gitara

Ostalo osoblje
- Björn Engelmann – mastering